# 297년

## 연호
- 서진(西晉) 원강(元康) 7년

## 기년
- 서진(西晉) 혜제(惠帝) 8년
- 신라(新羅) 유례 이사금(儒禮泥師今) 14년
- 고구려(高句麗) 봉상왕(烽上王) 6년
- 백제(百濟) 책계왕(責稽王) 12년

## 사건
이서국 사로국에 의해 멸망